# Takht-e Rostam (Iran)
Takht-e Rostam est un monument du VIe siècle av. J.-C., situé à mi-chemin entre Persépolis et Naqsh-e Rostam dans le Fars, en Iran.
Il s'agit d'un tombeau inachevé datant de l'époque achéménide, qui aurait été une copie exacte de celui de Cyrus II à Pasargades. Seules les deux plateformes inférieures subsistent. On estime généralement qu'il était destiné à Cambyse II mais celui-ci mourut prématurément en Syrie, son lieu d'inhumation restant inconnu.
Le nom moderne signifie « le trône de Rostam », et fait référence à un héros de la mythologie iranienne nommé Rostam.
Le tombeau a été retrouvé dans les années 1930 par l'archéologue Ernst Herzfeld.